# 石川倭
石川倭（いしかわ やまと、1995年4月10日 -）は、ホッカイドウ競馬・米川昇厩舎所属の騎手。富山県富山市出身。勝負服の柄は「胴白・緑山形一本輪・袖緑」で、本人の希望により元騎手で師匠の米川昇の柄を受け継いでいる。

## 来歴
一時期金沢競馬場で厩務員をしていた祖父と競馬好きの親の影響で富山市立古沢小学校の頃から騎手に憧れ、富山市立呉羽中学校2年で乗馬を金沢の乗馬クラブで始めた。中学時代はハンドボール部に所属。卒業後地方競馬教養センター騎手課程第91期生として入学、2013年騎手免許取得。所属先は北海道と金沢で悩んだが、若い馬が多く乗り慣らしから始められることから北海道を選んだ。同期に大井の笹川翼、名古屋の木之前葵などがいる。
初出走は2013年4月24日門別競馬第4競走カイオ号、初勝利は同年5月3日門別競馬第4競走アラマサアルデ号（6戦目）。
デビュー年は24勝。翌2014年には57勝を挙げ北海道リーディング5位に入り、NARグランプリ2014優秀新人騎手賞受賞。
2014年9月18日、イノセントカップを最低人気のコールサインゼロ号で制し初重賞制覇。
2015年1月15日の調教中に左手小指を骨折し全治3週間の診断を受け、翌月に出場予定だった第29回全日本新人王争覇戦を辞退。
2015年6月24日、門別競馬第3競走をカルミア号で制し地方競馬通算100勝を達成。
2015年11月から2016年1月までの予定で南関東で期間限定騎乗したが、2015年12月24日の大井での落馬事故で第7胸椎圧迫骨折の診断を受け、翌月に出場予定だった第30回全日本新人王争覇戦を辞退。
2016年8月13日の札幌競馬10Rコスモス賞でJRA初騎乗（7番人気ブラックプールで4着）。翌週のクローバー賞でJRA初馬券圏内となる3着と好走した。
2016年11月から2017年1月まで再び南関東で期間限定騎乗した。
2017年8月13日、札幌11Rエルムステークス（GIII）でJRA重賞初騎乗（オヤコダカで8着）。翌週のクローバー賞で6番人気ダブルシャープに騎乗し、クリストフ・ルメール騎乗の1番人気タワーオブロンドンとの追い比べを制しJRA初勝利を挙げた。
2018年10月16日、門別11Rエーデルワイス賞（JpnIII）でアークヴィグラスに騎乗し交流重賞初制覇。
2019年は120勝をあげ、初めてホッカイドウ競馬リーディングジョッキーとなる。
2020年11月17日、佐賀6Rで1着となり、4514戦目にして通算600勝を達成した。
2023年12月17日佐賀競馬第8競走をコスモセレナで勝利し、通算（中央含む）1000勝を達成をした。

## 主な騎乗馬

### グレード制重賞優勝
地方競馬独自格付けの重賞は*、ダートグレード競走は太字で示す
- アークヴィグラス（2018年エーデルワイス賞、*リリーカップ、*フルールカップ）
- ラッキードリーム（2020年*サッポロクラシックカップ、JBC2歳優駿、2021年*北斗盃、*北海優駿、*王冠賞）
- ゴライコウ（2022年JBC2歳優駿）
- ヤマニンチェルキ(2025年北海道スプリントカップ)

出典:

### 地方重賞優勝
- コールサインゼロ（2014年イノセントカップ、2014年サッポロクラシックカップ）
- フジノサムライ（2015年北海優駿）
- アウヤンテプイ（2015年旭岳賞）
- ラッキーバトル（2015年ブロッサムカップ）
- ジュンアイノキミ（2016年ブロッサムカップ）
- オヤコダカ（2016年・2017年赤レンガ記念、2016年・2017年星雲賞、2016年・2017年旭岳賞、2016年瑞穂賞、2017年コスモバルク記念）
- ヨハネスボーイ（2019年ブリーダーズゴールドジュニアカップ）
- リンノレジェンド（2021年赤レンガ記念）
- シルトプレ（2022年北斗盃、北海優駿、ダービーグランプリ、2023年コスモバルク記念、道営記念、2024年中島記念）
- フジノパンサー（2022年エトワール賞）
- ネーロルチェンテ（2022年ノースクイーンカップ、2023年ヒダカソウカップ）
- ネオシネル（2022年カペラ賞）
- ダイリンウルフ（2022年ウインターチャンピオン）
- ケイアイターコイズ（2023年ウポポイオータムスプリント）
- ウルトラノホシ（2023年ネクストスター佐賀、カペラ賞、2024年佐賀皐月賞、栄城賞）
- ユメノホノオ（2023年土佐秋月賞）
- リーチ（2024年ゴールドスプリント）
- コウユーカメサンヨ（2024年たんぽぽ賞）
- グランコージー（2024年シアンモア記念）
- サンオークレア（2024年ヒダカソウカップ、グランシャリオクイーンズ、2025年レジーナディンヴェルノ賞）
- ウィルオレオール（2024年平和賞）
- リオンダリーナ（2024年リリーカップ）
- バリウィール（2024年南部駒賞、2025年ネクストスター北日本）
- ネオシエル（2025年九州クラウン、佐賀がばいスプリント）
- ゼロアワー（2025年フロイラインカップ）

出典: